# Sardulgarh
Sardulgarh is een nagar panchayat (plaats) in het district Mansa van de Indiase staat Punjab. 

## Demografie
Volgens de Indiase volkstelling van 2001 wonen er 16.315 mensen in Sardulgarh, waarvan 54% mannelijk en 46% vrouwelijk is. De plaats heeft een alfabetiseringsgraad van 54%. 